# القناطرين
القناطرين إحدى قرى مركز أشمون التابع لمحافظة المنوفية بجمهورية مصر العربية.

## التاريخ
ذكر محمد رمزي في كتابه القاموس الجغرافي للبلاد المصرية أن القناطرين من القرى القديمة، حيث ذكرها ابن الجيعان في كتابه «التحفة السنية بأسماء البلاد المصرية»، أنها من الأعمال المنوفية، وأن مساحتها 645 فدان.

## السكان
بلغ عدد سكان القناطرين 6,619 نسمة، حسب الإحصاء الرسمي لعام 2006.